# آ چیل

آ چیل (به انگلیسی: A' Chill) یک منطقهٔ مسکونی در بریتانیا است.

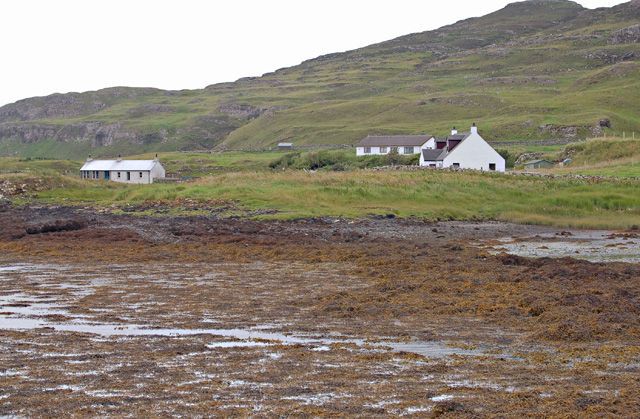
چند خانه در آ چیل